# Cnemaspis tigris
Cnemaspis tigris — вид ящірок з родини геконових (Gekkonidae). Описаний у 2022 році.

## Назва
Видовий епітет — латинське tigris («тигр»), що вказує на тигроподібний колір у самців з сильно смугастою спиною, пронизаною жовтим.

## Поширення
Ендемік Індії. Відомий лише у типовому місцезнаходженні — біля села Кайвара в окрузі Чікбаллапур у штаті Карнатака на висоті бл. 910 м н.р.м.